# Mercier (equipo ciclista)
El equipo Mercier fue un equipo ciclista profesional francés que se mantuvo en activo entre 1935 y 1984. Junto con Peugeot, fue uno de los equipos con más larga presencia al mundo del ciclismo, especialmente al Tour de Francia.

## Historia
Estuvo patrocinado por la casa de bicicletas francesa Cycles Mercier del 1935 hasta el 1969. A partir de 1946, el equipo vistió una camiseta de color púrpura que el 1950 se convirtió en el característico maillot morado con cuello amarillo. Fue característico del equipo incluso cuando Mercier ya no era el principal patrocinador del equipo a partir de 1969.
El 1936 fichó el Campeón del Mundo Antonin Magno donde acabó su carrera deportiva. De 1953 hasta el 1970, Magno, fue el principal director deportivo del equipo. El 1955, el francés Louison Bobet, el Tour de Francia pero, durante estos años, la carrera se disputaba con equipos nacionales, de manera Mercier no tuvo la oportunidad de correr el Tour como un equipo. Sin embargo, corredores de Mercier ganaron el Tour de Francia de 1937 y el del 1955.
A pesar de estar en el equipo, Louison Bobet no portaba el maillot Mercier-BP-Hutchinson, sino una camiseta de Bobet-BP-Hutchinson, una especie de equipo filial. Esto sucedió durante varias carreras y era una práctica común a la época, como se puede ver con otros ciclistas que lo hicieron como André Leducq, Antonin Magne, René Le Grevès o Maurice Archambaud.
Cuando Bobet dejó el equipo, llegó Raymond Poulidor. Después de su victoria a la Vuelta en España de 1964, Poulidor se hizo famoso al competir con Jacques Anquetil durante el Tour de Francia de 1964. Fue con el maillot Mercier púrpura con las mangas amarillas con qué Poulidor luchó con Anquetil, codo con codo, a la cumbre del Puy-de-Dôme. Aunque Poulidor no ganó el Tour, se hizo más popular que Anquetil. Raymond Poulidor se mantuvo fiel al equipo Mercier durante toda su carrera.
A partir de 1970, Mercier se convirtió en el segundo patrocinador después de la fusión con el equipo español Fagor. Durante dos años el equipo se denominó Fagor-Mercier-Hutchinson. De 1973 a 1976, Gan se convirtió en el patrocinador principal y el equipo se conoció como Gan-Mercier-Hutchinson. Durante este tiempo, Cyrille Guimard surgió como un buen competidor por las cursas por etapas, ganando la clasificación por puntos en la Vuelta en España. Joop Zoetemelk se unió al equipo el 1974 y se  quedó hasta el 1980, ganando la París-Niza de 1974,  1975 y 1979, así como la Vuelta en España de 1979.
Desde 1977 hasta 1982, Miko fue el principal patrocinador con el nombre de Miko-Mercier. Los últimos años del equipo se denominó COOP-Mercier y finalmente Coop-Hoonved.

## Corredor mejor clasificado en las Grandes Vueltas
| Año  | Giro de Italia    | Tour de Francia         | Vuelta a España            |
| ---- | ----------------- | ----------------------- | -------------------------- |
| 1935 | -                 | -                       | -                          |
| 1936 | -                 | -                       | -                          |
| 1937 | -                 | -                       | X                          |
| 1938 | -                 | -                       | X                          |
| 1939 | -                 | -                       | X                          |
| 1940 | -                 | X                       | X                          |
| 1941 | X                 | X                       | -                          |
| 1942 | X                 | X                       | -                          |
| 1943 | X                 | X                       | X                          |
| 1944 | X                 | X                       | X                          |
| 1945 | X                 | X                       | -                          |
| 1946 | -                 | X                       | -                          |
| 1947 | -                 | -                       | -                          |
| 1948 | -                 | -                       | -                          |
| 1949 | -                 | -                       | X                          |
| 1950 | -                 | -                       | -                          |
| 1951 | -                 | -                       | X                          |
| 1952 | -                 | -                       | X                          |
| 1953 | -                 | -                       | X                          |
| 1954 | -                 | -                       | X                          |
| 1955 | -                 | -                       | -                          |
| 1956 | -                 | -                       | -                          |
| 1957 | 2.º Louison Bobet | -                       | -                          |
| 1958 | 4.º Louison Bobet | -                       | -                          |
| 1959 | -                 | -                       | -                          |
| 1960 | -                 | -                       | -                          |
| 1961 | -                 | -                       | -                          |
| 1962 | -                 | 3.º Raymond Poulidor    | -                          |
| 1963 | -                 | 8.º Raymond Poulidor    | -                          |
| 1964 | -                 | 2.º Raymond Poulidor    | 1.º Raymond Poulidor       |
| 1965 | -                 | 2.º Raymond Poulidor    | 1.º Rolf Wolfshohl         |
| 1966 | -                 | 3.º Raymond Poulidor    | -                          |
| 1967 | -                 | -                       | 8.º Raymond Poulidor       |
| 1968 | -                 | -                       | -                          |
| 1969 | -                 | 3.º Raymond Poulidor    | -                          |
| 1970 | -                 | 7.º Raymond Poulidor    | 35.º José María Errandonea |
| 1971 | -                 | 23.º Michel Perin       | 9.º Raymond Poulidor       |
| 1972 | -                 | 3.º Raymond Poulidor    | -                          |
| 1973 | -                 | 7.º Michel Perin        | -                          |
| 1974 | -                 | 2.º Raymond Poulidor    | -                          |
| 1975 | -                 | 13.º Georges Talbourdet | -                          |
| 1976 | -                 | 2.º Joop Zoetemelk      | -                          |
| 1977 | -                 | 8.º Joop Zoetemelk      | -                          |
| 1978 | -                 | 2.º Joop Zoetemelk      | -                          |
| 1979 | -                 | 2.º Joop Zoetemelk      | 1.º Joop Zoetemelk         |
| 1980 | -                 | 3.º Raymond Martin      | -                          |
| 1981 | -                 | 17.º Raymond Martin     | 9.º Régis Clère            |
| 1982 | -                 | 2.º Joop Zoetemelk      | -                          |
| 1983 | -                 | 19.º Jacques Michaud    | -                          |
| 1984 | -                 | 17.º Michel Laurent     | -                          |

## Principales victorias
- Tour de Flandesː Albéric Schotte (1942), Rik Van Steenbergen (1944, 1946), Raymond Impanis (1954), Louison Bobet (1955), Cees Bal (1974)
- París-Roubaix. Marcel Kint (1943), Rik Van Steenbergen (1948, 1952), Raymond Impanis (1954), Louison Bobet (1956)
- Milán-San Remoː Rik Van Steenbergen (1954), Alfred De Bruyne (1956), René Privat (1960), Raymond Poulidor (1961)
- Lieja-Bastogne-Lieja. Maurice Mollin (1948), Frans Melckenbeeck (1963)
- París-Toursː Gilbert Scodeller (1954), Albert Bouvet (1956), Joop Zoetemelk (1977 y 1979)
- Amstel Gold Raceː Gerrie Knetemann (1974)
- Flecha Valona: Edmond Delathouwer (1939), Rik Van Steenbergen (1949), Raymond Poulidor (1963) y Joop Zoetemelk (1976)
- Gante-Wevelgem : Marcel Kint (1949), Frans Aerenhouts (1960 y 1961)

Carreras por etapas
- Tour de Francia. Roger Lapébie (1937), Louison Bobet (1955)
- Vuelta a Españaː Raymond Poulidor (1964), Rolf Wolfshohl (1965), Joop Zoetemelk (1979)
- París-Nizaː Maurice Archambaud (1936 y 1939), Roger Lapébie (1937), Jules Lowie (1938), Raymond Impanis (1954), Jean Bobet (1955), Fred De Bruyne (1956), Raymond Poulidor (1972 y 1973) y Joop Zoetemelk (1974, 1975 y 1979)
- Critérium de Dauphiné Libéré : Édouard Klabinski (1947), Louison Bobet (1955), Raymond Poulidor (1966, 1969) y Alain Santy (1974)
- Critérium Internacional : Raymond Poulidor (1968), Joop Zoetemelk (1979)

Campeonatos nacionales
- Campeonato de Bélgica en ruta. 1939, 1943, 1945, 1953, 1954
- Campeonato de Francia en ruta. 1939, 1949, 1956, 1957, 1958, 1961, 1974
- Campeonato de Alemania en ruta. 1965, 1966, 1970

Campeonatos del mundo
- Campeonatos del mundo en ruta. Marcel Kint (1938), Rik Van Steenbergen (1949)